# الادا هالی، ملاوالی
الادا هالی، ملاوالی (به انگلیسی: Alada Halli, Malavalli) یک منطقهٔ مسکونی در هند است که در کارناتاکا واقع شده‌است.